# Henry Golding (mort en 1593)
 (avril 2020).
Ne doit pas être confondu avec Henry Golding, acteur et animateur de télévision britannico-malaisien.
Pour les articles homonymes, voir Golding.
Henry Golding (décédé en 1593) fut un homme politique anglais de Gray's Inn, à Londres. 

## Biographie
Il est membre du Parlement d'Angleterre en tant que représentant pour Callington en 1589. 